# Кубок Азербайджана по футболу 2020/2021
Кубок Азербайджана по футболу 2020/2021 (азерб. Azərbaycan Milli Futbol Kuboku 2020/2021) — 29-й розыгрыш ежегодного национального кубка.
Турнир стартовал четырьмя матчами первого раунда 24 января 2021 года, в которых Габала и Зиря разгромили в гостях своих соперников из Первого дивизиона, но к всеобщему удивлению после первого неудачного тайма Кяпаз и Сабаил смогли собраться и справились со своими соперниками 

## Первый раунд
| 24 января 2021    | Сабаил (1)                                                                         | 3:2     | (2) Загатала                      | Баку                                                 |
| 15:00 AZT (UTC+4) | Флоес 21' 45+2' · Амирджанов 25′ · Гулиев 49' · Меса 66' · Хазар Махмудов 56′, 87′ | (отчёт) | Elvin Nasibov 10' · Мамедов 45+3′ | Стадион: Шафа Зрителей: 100 Судья: Рауф Аллахвердиев |

| 25 января 2021    | Туран (1)                                                                   | 0:2     | (1) Габала                                                              | Зиря                                                                      |
| 14:00 AZT (UTC+4) | Мамедов 45′ (пен.) · М.Ильясов 55′ 90+3' · И.Асланлы 65' 79′ · Родригес 69′ | (отчёт) | Ф.Мовсумов 45+2' · С.Зейналов 50' · Т.Маммарзаев 56' · Т.Ганларов 90+4' | Стадион: Олимпийский спорткомплекс Зиря Зрителей: 100 Судья: Раад Ахмедов |

| 25 января 2021    | Карадаг (2)                                                                | 0:4     | (1) Зиря                                         | Мазасыр                                                  |
| 16:00 AZT (UTC+4) | У.Диалло 29′ (пен.) · Мирзабеков 61′ · А.Агджабеков 70′ · Рохас 82′, 90+3′ | (отчёт) | В.Ибрагимов 23' · Ш.Гасанов 29' · Д.Махмудов 30' | Стадион: Алинджа Арена Зрителей: 30 Судья: Фарид Гаджиев |

| 25 января 2021    | Сабах (1)               | 1:2     | (2) Кяпаз                                                             | Сумгаит                                                           |
| 17:00 AZT (UTC+4) | Садыхов 19′ · Агаев 70′ | (отчёт) | К.Муслимов 19' · И.Гадирзаде 56' · А.Шемонаев 90+1' · Р.Шабанов 90+1' | Стадион: Капитал Банк Арена Зрителей: 450 Судья: Ниджат Исмайилли |